# 木下町 (台灣)

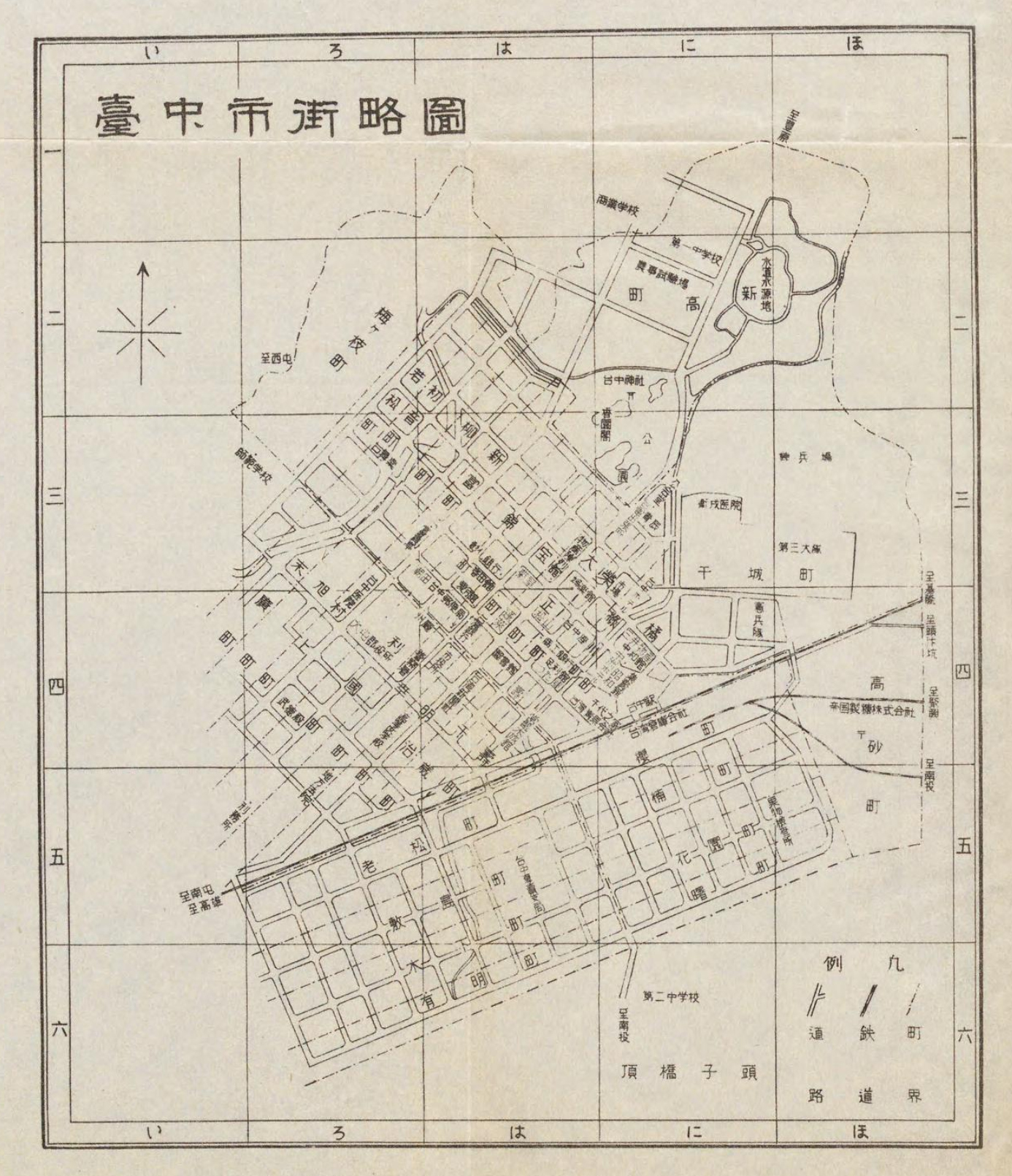
臺中市街略圖

木下町為台灣日治時期臺中州臺中市的町，分為九丁目，位於敷島町和有明町之間；其最初在1916年公告為通稱町名，在1926年4月1日的町名改正公告中才正式設立，原臺中市大字的臺中改為31個町。

## 町內設施
一丁目：彰化銀行俱樂部。